# 沃爾齊希湖 (措森)

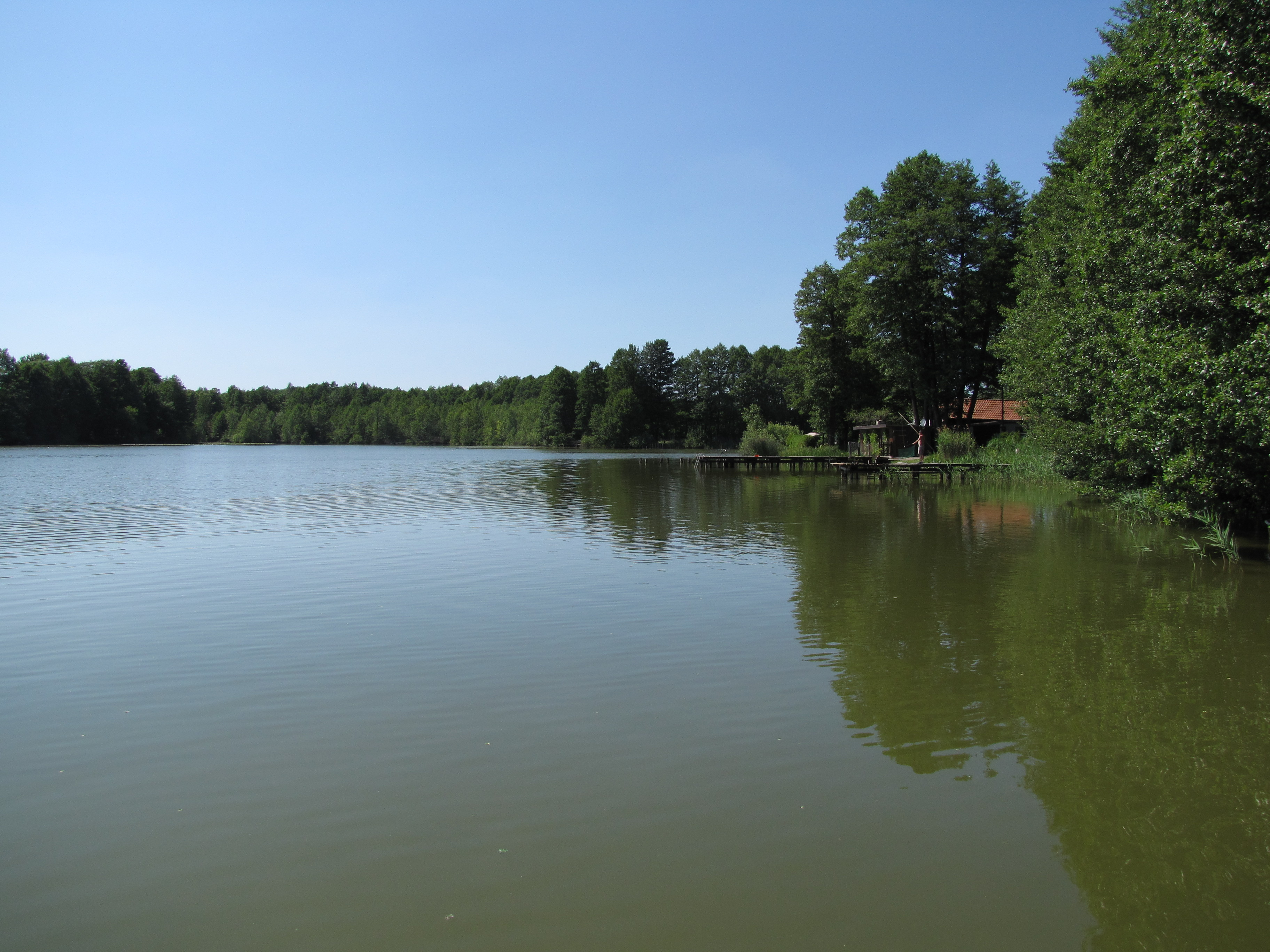

52°8′17″N 13°29′11″E / 52.13806°N 13.48639°E
沃爾齊希湖（德語：Wolziger See），是德國的湖泊，位於該國西南部，由勃蘭登堡州負責管轄，處於泰爾托-弗萊明縣，長1.5公里、寬0.6公里，面積0.65平方公里，海拔高度38米。